# ریچارد دوردن
ریچارد دوردن (انگلیسی: Richard Durden؛ زادهٔ ۸ فوریهٔ ۱۹۴۴) بازیگر اهل بریتانیا است.
از فیلم‌ها یا برنامه‌های تلویزیونی که وی در آن نقش داشته‌است، می‌توان به خطاهای نرم‌افزاری، پوآرو، آدمکشان میدسامر، مارپل آگاتا کریستی، برگزیت، بتمن، آگورا، ژاکت، آمین.، الیور توئیست، از پاریس با عشق، دکتر فاستوس، بومارشه، گستاخ، تسویه حساب، بیداری، گمنام، جنگ ستارگان: خیزش اسکای‌واکر، چرچیل، محاکمه و مجازات و گروتسک اشاره کرد.